# Boodes
Boodes fue un senador y oficial de marina cartaginés que sirvió durante la primera guerra púnica. Comando con éxito la expedición a Lípari donde capturó al cónsul romano Cneo Cornelio Escipión Asina.